# بوشيني حلقي
بوشيني حلقي (الاسم العلمي: Puccinia annularis) هو نوع من الفطريات يتبع جنس البوشيني من فصيلة البوشينية.